# Матчи сборной Польши по футболу 1932

Руководство Польского футбольного союза — 1932 год.

В 1932 году сборная Польши провела 4 товарищеских матчей, одержав победы во всех. Разница мячей 12:1.
2 октября сборная Польши впервые сыграла по принятой тогда системе «2 матча в один день», проведя двумя первыми составами сборной матчи в Варшаве против Латвии и в Бухаресте против Румынии.
Бомбардиры сборной Польши в 1932 году:
- Юзеф Наврот[пол.] — 6 голов;
- Юзеф Цишевски[пол.] — 1 гол;
- Густав Батор[пол.] — 1 гол;
- Кароль Коссок — 1 гол;
- Леон Радоевски[пол.] — 1 гол;
- Михал Матыас — 1 гол;
- Эвальд Урбан[пол.] — 1 гол.

## Матч № 39
Товарищеский матч
| Югославия | 0:3 отчёт (недоступная ссылка) | Польша                                   |
|           | Голы                           | Юзеф Наврот 48′, 71′ · Юзеф Цишевски 52′ |

|            | Составы | | |
| нет данных |         | Ежи Отфиновский, Густав Батор, Генрик Мартына, Юрий Буланов, Юзеф Котлярчик, Францишек Вилчкевич, Александр Мысяк, Кароль Пазурек, Юзеф Наврот, Юзеф Цишевски, Отто Рейснер | Ежи Отфиновский, Густав Батор, Генрик Мартына, Юрий Буланов, Юзеф Котлярчик, Францишек Вилчкевич, Александр Мысяк, Кароль Пазурек, Юзеф Наврот, Юзеф Цишевски, Отто Рейснер |

## Матч № 40
Товарищеский матч
| Польша                             | 2:0 отчёт (недоступная ссылка) | Швеция |
| Юзеф Наврот 25′ · Густав Батор 84′ | Голы                           |        |

| | Составы | | |
| Спиридон Албаньский, Генрик Мартына, Юрий Буланов, Юзеф Котлярчик, Ян Котлярчик, Александр Мысяк, Владислав Щепаняк, Михал Матыас, Юзеф Наврот, Кароль Пазурек, Густав Батор |         | Гёста Крусберг, Отто Андерссон, Эрик Лагер, Гарри Йоханссон, Эрик Кюльстрём, Гёста Нордстрём, Гёста Дункер, Гуннар Олссон, Джон Зандберг, Рагнар Якобссон, Эверт Ханссон | Гёста Крусберг, Отто Андерссон, Эрик Лагер, Гарри Йоханссон, Эрик Кюльстрём, Гёста Нордстрём, Гёста Дункер, Гуннар Олссон, Джон Зандберг, Рагнар Якобссон, Эверт Ханссон |

## Матч № 41
Товарищеский матч
| Польша                                  | 2:1 отчёт (недоступная ссылка) | Латвия               |
| Кароль Коссок 52′ · Леон Радоевский 89′ | Голы                           | Арнольдс Тауринш 19′ |

| | Составы  | | |
| Мариан Фонтович, Антоний Галецкий, Мариан Шаллер, Францишек Цебуляк, Роман Яньчик, Леон Радоевский, Кароль Коссок, Фридерик Шерфке, Юзеф Цишевски, Витольд Выпиёвский, Стефан Ласота 45' |          | Янис Клавинш, Рудольфс Кундратс, Рудольфс Славишеньс, Влодимирс Берзинш, Рудольфс Кронлакс, Янис Лидманис, Арнольдс Тауринш, ?, ?, Альбертс Шейбелис, Аркадийс Павловс | Янис Клавинш, Рудольфс Кундратс, Рудольфс Славишеньс, Влодимирс Берзинш, Рудольфс Кронлакс, Янис Лидманис, Арнольдс Тауринш, ?, ?, Альбертс Шейбелис, Аркадийс Павловс |
| Симплициус Звержевский 45' | Запасные | | |

## Матч № 42
Товарищеский матч
| Румыния | 0:5 отчёт (недоступная ссылка) | Польша                                                        |
|         | Голы                           | Михал Матыас 5′ · Юзеф Наврот 8′, 25′, 78′ · Эвальд Урбан 38′ |

| | Составы  | | |
| Иоан Лапуснеану , Рудольф Бургер, Георге Альбу, Петре Штейнбах, Андрей Гланзманн, Лулю Бодола, Стефан Добай, Корнелиу Робе, Эмерих Вогл, Эуген Лакатош, Иосиф Моравец |          | Спиридон Албаньский, Генрик Мартына, Юрий Буланов, Юзеф Котлярчик, Александр Мысяк, Эвальд Урбан, Юзеф Наврот, Кароль Пазурек, Герард Водаж, Ян Котлярчик, Михал Матыас | Спиридон Албаньский, Генрик Мартына, Юрий Буланов, Юзеф Котлярчик, Александр Мысяк, Эвальд Урбан, Юзеф Наврот, Кароль Пазурек, Герард Водаж, Ян Котлярчик, Михал Матыас |
| Стефан Чинчер , Александру Шварц , Николае Ковач , Гратиан Сепи , Франциск Ронай                                                                                      | Запасные | Юзеф Цишевски , Станислав Малщык | Юзеф Цишевски , Станислав Малщык |